# Maad Semou Ndiké Diouf
Maad Semou Ndiké Diouf (sérère: Maad Sem Jike Juuf ) a été membre de la dynastie Diouf du Royaume du Sine qui fait maintenant partie du Sénégal indépendant. Il était le fondateur de la Maison royale de Semou Ndiké Diouf, fondée au début du XVIIIe siècle. Sa maison royale était la troisième et dernière maison royale fondée par la famille Diouf du Sine et du Saloum. Depuis sa fondation, au moins sept rois du Sine avait sortait de sa maison royale, y compris son fils Maad a Sinig Boukar Tjilas Sanghaie Diouf.

## Famille
Maad Semou Ndiké Diouf est rapporté avoir eu au moins trente-cinq enfants dont seize fils. Certains de ses fils étaient éligibles pour succéder au trône du Sine, mais beaucoup sont morts avant de succéder au trône, certains d'entre eux dans l'enfance. Certains de ces enfants compris l'buumi - Maha Yandé Mbouna Diouf (pere de Boucar O ngoni tué par Lat Dior à Mbon o NGOOR ou Mbin o Ngor  (voir Bataille de Fandane-Thiouthioune), le thilas - Diogo Gnilane Mbouna Diouf et le loul - Biram Paté Yandé Mbouna Diouf. Ils étaient tous les enfants de Semou Ndiké et sa première épouse - la Linguère Awo Yandé Mbouna Faye fille de Wagane Coumba Sandiane Faye Maad a Sinig (princesse et reine mère du Sine). Son plus jeune fils Maad a Sinig Boukar Tjilas Sanghaie Diouf était le premier de sa maison royale pour succéder au trône du Sine. La plupart des rois du Sine du XIXe siècle provenaient de la descendance de Semou Ndiké dont le dernier roi du Sine Maad a Sinig Mahecor Diouf.

## Religion
Dans la Religion sérère, Maad Semou Ndiké Diouf est immortalisé dans le culte de la Tagdiam. Le lieu de culte au principe de Tagdiam est nommé d'après lui,. Tagdiam (au Sénégal) a été, où il vivait.